# 思州
思州，唐朝到宋朝的州。
唐朝贞观四年（630年），改务州为思州，治所在务川县（今贵州省沿河土家族自治县东，宋朝迁至今务川仡佬族苗族自治县），相当于今贵州省务川仡佬族苗族自治县、沿河土家族自治县、印江土家族苗族自治县，重庆市酉阳土家族苗族自治县、秀山土家族苗族自治县。唐朝末年，废除思州。北宋末年恢复，再废，南宋初年再恢复。
元朝至元十八年（1281年）闰月丁巳，改思州宣抚司为思州宣慰司，治所在龙泉平长官司（今贵州省凤冈县），相当于今贵州东部和湖南省凤凰县。1413年，明朝思州改为思州府，治所在今贵州省岑巩县，相当于今贵州省岑巩县、玉屏县、铜仁市。清朝缩小。1913年，思州被废除。
思州刺史
- 李乾祐（显庆年间，未任）
- 贾某（贞元年间）
- 叶某（唐末）
- 元鼎